# Mount Saint Helens
Mount Saint Helens aktivan je stratovulkan u sjeverozapadnom dijelu države Washington u Kaskadskom gorju u SAD-u. Nalazi se 83 kilometra od Portlanda (Oregon) i 98 kilometara od Seattlea.

## Erupcije

### Erupcija 1980.
Vulkan, koji je mirovao od 1857., počeo je pokazivati znakove aktivnosti ranih 1980-ih kada je magma počela stvarati pritisak unutar vulkana i izdizati planinu uzrokujući time izbočenje sa sjeverne strane planine. Čunj se izdizao oko 150 cm na dan. Znanstvenici su upozorili da bi čunj visok oko 100 m mogao izazvati veliku lavinu, ali nisu mogli predvidjeti da će Mt. St. Helens eksplodirati jačinom 10-megatonske bombe.[nedostaje izvor]
Erupcija je započela 18. svibnja 1980. godine, u 8 sati i 32 minute. Potres magnitude 5,1 uzrokovao je klizanje 2,5 kubičnih kilometara naslaga sa sjeverne strane planine prema rijeci Toutle. Ovo je uzrokovalo lateralnu erupciju. Vrući vulkanski plinovi i pare izlijetali su vodoravno kroz razvaljenu planinu, izderane grebene i sravnjene šume do udaljenosti od više od 30 km.
Istodobno, vrući, mjehuričasti oblak staklastog pepela i smrvljenih stijena izbačen je u atmosferu, balon eksplozivnog navlaženog pepela strovalio se površinom i magma se izdizala iz dubine. Kopnene su se vode pretvorile u paru, plinom ispunjene stijene u prašinu, 400 milijuna tona pare i prašine završilo je u atmosferi.
Struje supervrelih plinova i vulkanskog pepela, koje se naziva vulkanoklastični tokovi, ubrzo su počele ponovno padati prema potkovastoj pukotini prekrivajući spaljenu dolinu i izdižući je u obliku kaldere.[nedostaje izvor]

### Posljedice
Poginulo je 57 ljudi. Oko 300 domova uz rijeku Toutle sravnjeno je sa zemljom ili jako oštećeno poplavama i tokovima otopljenih ledenjaka. Pepeo je zahvatio farmerska područja daleko na istoku prekrivajući polja i oranice i sprečavajući promet. Dobra je posljedica erupcije činjenica da je količina pšenice i jabuka bile veća, zbog pepela i natprosječnih padalina ljeti.
Procijenjenih 7 000 jedinki divljači (medvjedi, losovi,  jeleni i drugih) i nekoliko desetaka do stotina tisuća manjih životinja izginulo je u eksploziji 18. svibnja. Šume u blizini planine rasječene su ili raznesene vjetrovima pijeska uraganske jačine.
Kao rezultat erupcije planina visoka oko 2950 m smanjila se na oko 2550 m. To je bila najubojitija erupcija vulkana u povijesti SAD-a i erupcija koja je uzrokovala najviše ekonomske štete. Manje erupcije pojavile su se i 1982., a posljednja erupcija koja je izbacila magmu u obliku lave bila je 1986.
Mount Saint Helens danas je nacionalni vulkanski spomenik kakvim je proglašen 1982.